# 地域情報化政策
地域情報化政策（ちいきじょうほうかせいさく、英: community informatization policy）は、情報メディア、とりわけ新たに開発されたニューメディアやマルチメディアなどを、地域開発に利用しようとする政策の総称で、日本では1980年代前半から、旧郵政省を中心として、旧通商産業省、旧自治省、旧建設省、農林水産省、旧国土庁などによって実施されてきた。政策目標としては、情報基盤の整備はもとより、地域コミュニティの活性化や、地域への情報産業の誘致、遠隔医療などによる地域の医療や福祉の充実、学校への情報機器の導入による情報リテラシーなどの教育への貢献、地域間情報格差の是正、地域情報発信による観光客の増大など、さまざまなものが含まれている。近年では、例えば八代市の「ごろっとやっちろ」のように、地域SNSを活用するものや、いつでもだれでも安心して受診できる地域医療サービスの提供をしている千葉県東金市の「わかしお医療ネットワーク」、直販所と農家を結んだ産直販売支援システムの愛媛県内子町の「からりネット」、誰でも講師として講座を開講できるeラーニングの基盤を提供している富山市の「インターネット市民塾」など、多様な地域情報化の取組みが増えている。

## 中央省庁による地域情報化政策
中央省庁による地域情報化政策は、前述したように、通信や放送を職掌とする旧郵政省、現総務省によるものが中心である。地域情報化政策の代表事例ともいうべき「テレトピア構想」においては、モデル地域を指定し、日本開発銀行などによる無利子融資や低利子融資によって、日本版ビデオテックスであるキャプテンシステムや、オフトーク通信、CATV、地域VANなどを導入する施策が中心であった。このうち、キャプテン事業は、テレビ画面を電話線につないで静止画などを通信するもので、好意的に評価すればインターネット・ホームページの先駆と言えなくもないが、情報量は圧倒的に少なく、ほとんど普及しないままに終わった。各地で設立された第三セクターによるビデオテックス推進法人も、その後解散するか、あるいは別の業態へと衣替えを余儀なくされた。コンピュータや情報機器に関連する産業を所掌する旧通産省も、地域情報化政策に熱心な省庁のひとつで、「テレトピア構想」によく似た「ニューメディア・コミュニティ構想」を、やはり80年代から推進した。これもモデル地域を指定して、当時のニューメディアを導入するものである。同時期、農水省は農村の地域情報化に重点を置く「グリーントピア構想」を、建設省は都市部での地域情報化に重点を置く「インテリジェント・コミュニティ構想」を推進した。

また、80年代末にNHKが中心に普及させようとしていたアナログハイビジョンを主たるメディアとした地域情報化政策についても、旧郵政省が「ハイビジョン・シティ構想」、旧通産省が「ハイビジョン・コミュニティ構想」、旧自治省が「ハイビジョン・ミュージュアム構想」という形で、三つの省庁が競って実施したが、ハイビジョンのデジタル化が国際的な趨勢となり、導入されたアナログハイビジョン施設は、数年で廃棄されるか、利用されなくなったものが大半である。
90年代以降は、旧郵政省・現総務省による、情報基盤整備のための施策が中心となる。地域イントラネット整備事業や、新世代地域ケーブルテレビ整備事業などは、数多くの自治体がその補助金を活用した。だがそのほかにも、「テレワークセンター整備事業」「マルチメディア街中にぎわい創出事業」「田園地域マルチメディアモデル整備事業」「eまちづくり」「ITビジネスモデル地区構想」「eむらづくり」といった、個性的な施策も実施されている。

## 地方自治体による地域情報化政策
中央省庁によるものだけでなく、地方自治体自身も、各都道府県や市町村単位で『地域情報化計画』もしくはそれに類する名称の計画を策定するところが増えた。その中身は、地域情報化の基本理念や、住民への情報化に関するアンケートの結果、システムの整備計画、予想される効果や課題などから成っているが、項目はその自治体によって様々であり、分厚いものも薄く簡便なものもある。地方自治体の内部のみで作る場合もあるが、情報通信総合研究所といった外部のシンクタンクに委嘱して、策定してもらう場合も多い。

都道府県レベルでは、岡山県、岐阜県、高知県、大分県などで、県内に「情報ハイウェイ」を敷設・運用するという施策がよく知られている。前記の県以外でも、福井県や石川県、福岡県、広島県、山口県など、首都圏・近畿圏・東海地方以外の地域で、しばしば行われてきた。情報過疎を是正する試みとして評価する声がある一方、その多額の費用について批判も受けた。市町村レベルで独自の施策を行う例もある。大胆な地域情報化政策によって一時期有名になった自治体に、富山県山田村（現在は富山市に合併）がある。各世帯に無料でパソコンを貸与するという施策は、当時話題となった。だが山田村を含めて、話題になった自治体でも、情報機器は陳腐化が速いため、機器が時代遅れになるなど、地方が長期にわたって「情報化先進地」であり続けるのは困難である。

## 地域情報化事例
多様な地域情報化の取組のうち、先進事例については、既存の集権的、縦割りの仕組みを再構築するロジスティックス・タイプ、ICTの持つ人を集める機能を活用したグループフォーミング・タイプ、複数のプロジェクトが、地域アイデンティティの下活動しているマルチプロジェクト・タイプ、地域内のICTインフラの整備を目的として実施される基盤整備タイプの4つの仕掛けに分けられる。 （総務省・地域情報化事例集）
ロジスティックス・タイプ
既存の集権的、縦割りの仕組みを再構築するもので、「地域単位で構築する」「ロジスティックスを効率化・透明化する」ことを中心とした活動。病院のICT化及び地域完結型医療システムの構築を行っている千葉県東金市の千葉県立東金病院わかしお医療ネットワークや「内子フレッシュパークからり」と農家を結んだ産直販売支援システムを運営している愛媛県内子町のからりネットがある。
グループフォーミング・タイプ
ICTの持つ「人を集める」「グループをつくる」という機能を活用し、これまでになかった仕組みを全く新たに構築することを中心とした活動。富山市の利用登録すれば誰でも講師になって講座を開くことができ、また誰でも生徒になって受講できるようなeラーニングの基盤を提供しているインターネット市民塾や東京都三鷹市のシニア自身が地域において楽しく生活することを目指し、シニアが地域活動に参加する仕組みを提供するシニアSOHO普及サロン・三鷹がある。
マルチプロジェクト・タイプ
複数のプロジェクトが、地域アイデンティティの下活動しているもので、当該地域の特性に深く根ざした活動。群馬県桐生市でICTを活用した地域の魅力発見、地域のコミュニケーションの促進等、地域情報化を推進している桐生地域情報ネットワークがある。
基盤整備タイプ
地域内のICTインフラの整備を目的として実施されるもの。千葉県南房総で地域ネットワークオペレーションセンターの設置及び地域内インターネット環境の向上・コンテンツサービスを提供しているNPO南房総IT推進協議会がある。